# IC 175
IC 175 ist eine Spiralgalaxie vom Hubble-Typ SABab im Sternbild Walfisch südlich des Himmelsäquators. Sie ist schätzungsweise 606 Millionen Lichtjahre von der Milchstraße entfernt und hat einen Durchmesser von etwa 80.000 Lj.

Im selben Himmelsareal befinden sich u. a. die Galaxien NGC 768, IC 172, IC 173, IC 1761.
Das Objekt wurde am 26. Dezember 1892 vom französischen Astronomen Stéphane Javelle entdeckt.